# Embeddable Common Lisp
Embeddable Common Lisp (ECL) — реализация языка программирования Common Lisp. Распространяется на условиях лицензии GNU LGPL. ECL является развитием ECoLisp.
ECL поддерживает объектные системы CLOS и MOP, интерфейс для стыковки с другими языками программирования, интерфейс сокетов, CLX и др.
В состав ECL входят интерпретатор байт-кода и транслятор на язык программирования Си, что позволяет создавать двоичные исполнимые модули.

## Портируемость
ECL хорошо портируем и работает на операционных системах Linux, FreeBSD, NetBSD, OpenBSD, Solaris, Mac OS X и Microsoft Windows.

## Применение
ECL может использоваться для создания приложений или для написания расширений приложений, написанных на С/C++.